# Toli Koltuniewicz
Anatoli « Toli » Koltuniewicz, né le 16 novembre 1948, est un ancien joueur australien de basket-ball.